# Doliops imitator
Doliops imitator es una especie de escarabajo del género Doliops, familia Cerambycidae. Fue descrita científicamente por Schultze en 1918.
Habita en Filipinas. Los machos y las hembras miden aproximadamente 10,5 mm. El período de vuelo de esta especie ocurre en los meses de agosto, septiembre, octubre y noviembre.